# کیرشدورف ین تیرول
کیرشدورف ین تیرول (به آلمانی: Kirchdorf in Tirol) یک منطقهٔ مسکونی در اتریش است که در کیتسبول واقع شده‌است. کیرشدورف ین تیرول ۱۱۳٫۸ کیلومتر مربع مساحت دارد ۶۴۱ متر بالاتر از سطح دریا واقع شده‌است.